# Hypoxantin-guanin fosforibosyltransferáza

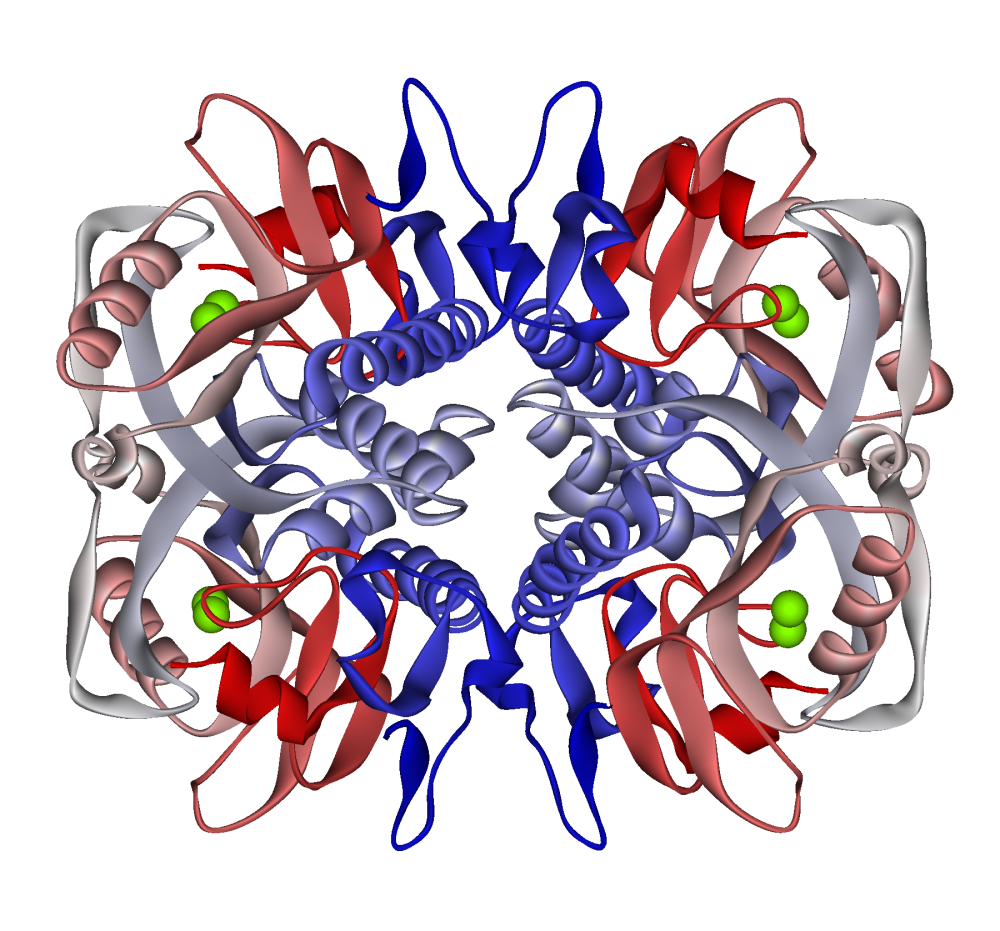
Tetramer lidské HGPRT

Hypoxantin-guanin fosforibosyltransferáza (HGPRT) je enzym zodpovědný za recyklaci hypoxantinu a guaninu tak, aby mohly být znovuvyužity pro syntézu nukleových kyselin (zejména RNA). Katylyzuje přenos fosforibosylpyrofosfátu (PRPP) v následujících reakcích:
hypoxantin + PRPP → inosinmonofosfát (IMP) + PPi
guanin + PRPP → guanosinmonofosfát (GMP) + PPi
Inosinmonofosfát a Guanosinmonofosfát mohou být sérií dalších reakcí přeměněny na purinové nukleosidtrifosfáty (NTP), které mohou být použity k syntéze nukleových kyselin. Význam HGPRT podtrhuje skutečnost, že porucha tohoto enzymu způsobuje onemocnění zvané Lesch-Nyhanův syndrom. U osob trpících tímto onemocněním dochází k patologickému hromadění některých purinů v těle.
Specifické role HGPRT v organismu se využívá i v laboratorní praxi. Při přípravě tzv. hybridomů má zpravidla jedna z mateřských buněčných linií vnesenu poruchu v tomto enzymu (je tzv. HGPRT−). Při následné selekci v HAT médiu takto deficientní buňky umírají, což umožňuje izolaci čisté hybridomové linie.